# (500009) 2011 QQ17
(500009) 2011 QQ17 es un asteroide perteneciente al cinturón de asteroides, descubierto el 6 de julio de 2005 por el equipo del Siding Spring Survey desde el Observatorio de Siding Spring, Nueva Gales del Sur, Australia.

## Designación y nombre
Designado provisionalmente como 2011 QQ17.

## Características orbitales
2011 QQ17 está situado a una distancia media del Sol de 3,174 ua, pudiendo alejarse hasta 4,040 ua y acercarse hasta 2,309 ua. Su excentricidad es 0,272 y la inclinación orbital 14,66 grados. Emplea 2066,31 días en completar una órbita alrededor del Sol.
Los próximos acercamientos a la órbita de Júpiter se producirán el 8 de mayo de 2099, el 13 de abril de 2110 y el 10 de junio de 2121, entre otros.

## Características físicas
La magnitud absoluta de 2011 QQ17 es 16,5.